# Сера (Алесандрија)
Сера је насеље у Италији у округу Алесандрија, региону Пијемонт.
Према процени из 2011. у насељу је живело 332 становника. Насеље се налази на надморској висини од 156 м.